# The Feminist Five
Las cinco feministas (del inglés The Feminist Five) es un grupo de cinco feministas chinas que fueron arrestadas en Beijing el 6 de marzo de 2015 por organizar una protesta contra el acoso sexual en el transporte público. El quinteto está compuesto por Li Maizi (nombre de nacimiento Li Tingting), Wu Rongrong, Zheng Churan, Wei Tingting y Wang Man. Las cinco mujeres estuvieron detenidas durante 37 días después de repartir pegatinas sobre el acoso sexual en el metro antes del Día Internacional de la Mujer (8 de marzo) y se dieron a conocer después de su arresto.
Su detención provocó una gran indignación a nivel internacional y nacional, y se convocaron protestas en apoyo de las cinco mujeres en los Estados Unidos, el Reino Unido, Corea del Sur, Hong Kong, India, Polonia y Australia; en China fueron objeto de censura y represión. Las Cinco Feministas fueron liberadas bajo fianza el 13 de abril de 2015 tras las protestas que siguieron a su detención.
Este hecho se convirtió en una parte importante de la historia feminista china y The Feminist Five todavía están criminalizadas y bajo vigilancia estatal a pesar de su liberación. Si bien su detención provocó indignación y alentó a las mujeres jóvenes a hablar y participar en el activismo feminista, finalmente se volvió más difícil participar en él debido a la falta de acceso a la financiación y, por lo tanto, dificultar la vida como activista. Sin embargo, su arresto fue un punto de inflexión en la historia del activismo del feminismo chino y sus acciones aún se reconocen, particularmente durante el movimiento #MeToo en China.

## Las Cinco
Antes de la planificación de la protesta que condujo a su arresto, las cinco mujeres se habían conocido a través de grupos de derechos de la mujer y protestas como el Grupo de Trabajo de Igualdad de Género, dirigido por Wu Rongrong.

### Li Maizi
Li Tingting (chino: 李婷婷), también conocida como Li Maizi (chino: 李麦子) es una activista por los derechos de las mujeres y LGBT que se convirtió en una figura feminista destacada en China junto con las otras Cinco Feministas tras el arresto del grupo.
En 2012, Li Maizi inició la protesta "Occupy Men's Toilets" (Ocupar baños de hombres) organizada por el Grupo de Trabajo de Igualdad de Género, donde conoció a Zheng Churan. El grupo protestó por la falta de baños públicos para mujeres ocupando los baños públicos de hombres en Guangzhou. La protesta fse publicó en varios medios de comunicación chinos como People's Daily y llevó a los funcionarios de Guangdong a responder con la promesa de agregar más baños públicos para mujeres.
Ese mismo año, Li participó en el desfile "Bloody Brides" (Novias sangrientas) para el Día de San Valentín para protestar contra la violencia doméstica junto a Wei Tingting y Xiao Meili. Las mujeres llevaban vestidos de novia salpicados de sangre falsa.
En 2013, Li Maizi asistió a una fiesta en la oficina de Beijing de Feminist Voices con un vestido de novia blanco cubierto de sangre falsa para celebrar el divorcio de la ciudadana estadounidense Kim Lee debido a la violencia doméstica de su marido Li Yang, un famoso maestro chino, y el primero con una orden de alejamiento emitida por un tribunal de Beijing. Li sostenía un cartel que decía "¡Qué vergüenza, maltratador Li Yang!" . En 2016 se promulgó una nueva ley contra la violencia doméstica en China.

### Wu Rongrong
Wu Rongrong (chino : 武嵘嵘) es una activista feminista que trabajó por los derechos de las mujeres en Yirenping, un grupo de derechos humanos de Beijing, antes de fundar el Centro de Mujeres Weizhiming en Hangzhou.
Wu se mudó a Beijing para estudiar en la Universidad de Mujeres de China, donde se ofreció como voluntaria para ONG contra la pobreza, el VIH/SIDA y los derechos de las mujeres. Wu se graduó en 2007.
En 2009, organizó una campaña en Yirenping en apoyo de Deng Yujiao, una joven que había matado a un funcionario del gobierno en defensa propia cuando él la agredía sexualmente. La campaña involucró una protesta artística donde una mujer atada con una sábana blanca fue colocada en el suelo, con hojas de papel que deletreaban "Todos podríamos ser Deng Yujiao" colocadas sobre ella.
En 2012, Wu organizó el desfile  “Bloody Brides” (Novias sangrientas) en el que participaron Li Maizi, Wei Tingting y Xiao Meili. 

### Zheng Churán
Zheng Churan (chino : 郑楚然), también conocida como Big Rabbit, es una activista y escritora feminista. Zheng fue invitado por Wu Rongrong a participar en la protesta "Occupy Men's Toilets" junto a Li Maizi, en 2012. También trabajó en la campaña "Bloody Brides" en la que Li Maizi, Wei Tinting y Xiao Meili lucieron vestidos de novia manchados de sangre.
En 2016, Zheng escribió una carta al entonces presidente electo Donald Trump para abordar su "comportamiento sexista" y enumeró diferentes tipos de comportamientos sexistas a través de una encuesta que realizó en Internet que reunió más de 10 000 respuestas.
Zheng fue elegida como una de las 100 mujeres de la BBC en 2016 por su activismo.

### Wei Tingting
Wei Tingting (chino: 韦婷婷) es una activista por los derechos de las mujeres y LGBT. Wei se unió a la organización LGBT Wuhan Rainbow después de organizar los Monólogos de la vagina en Wuhan en 2007 y 2009.
Wei también trabajó como directora de una organización LGBT, Ji'ande.
En 2012, Wei participó en la campaña contra la violencia doméstica “Bloody Brides” organizada por Wu Rongrong, donde desfiló con Li Maizi y Xiao Meili.

### Wang Man
Wang Man (chino: 王曼) es una investigadora de género con sede en Shanghái.
En 2010, Wang comenzó a trabajar para una ONG contra la pobreza en Beijing, donde conoció a activistas feministas con las que podía relacionarse, lo que la llevó a involucrarse en campañas feministas como la campaña "Occupy Men's Toilets". Wang también escribió artículos sobre el activismo feminista callejero en China.

## Arresto y detención
Las Cinco Feministas fueron arrestadas el 6 de marzo de 2015 en diferentes ciudades y oficialmente detenidas el Día Internacional de la Mujer en el centro de detención del distrito de Haidian de Beijing por “Buscar peleas y provocar problemas”. Las mujeres fueron detenidas por organizar una campaña contra el acoso sexual en el transporte público, en la que iban a distribuir pegatinas contra el acoso sexual en el metro con motivo del Día Internacional de la Mujer.
Según Li Maizi, Li fue encerrada en la celda 1105, Zheng Churan en la celda 1107, Wei Tingting en la celda 1103 y Wang Man en la celda 1101. Wu Rongrong, por otro lado, fue encerrada en la 1203, más lejos de las otras celdas.
Li Maizi fue arrestada en su casa, donde vivía con su pareja Teresa Xu. Al principio, Li no habló durante los interrogatorios. Los agentes la insultaron al interrogarla por su sexualidad (Li se identifica como lesbiana) y la llamaron ""unfilial daughter" (hija indigna). En un intento por hacerla hablar, los agentes hicieron que el padre de Li le escribiera una carta para reprenderla y ordenarle que dejara de trabajar como activista feminista, sin embargo, Li se dio cuenta cuando leyó la carta. Li también fue acusado de ser un espía por “subvertir el poder estatal”.
Wu Rongrong fue arrestada a su llegada a Hangzhou. Durante su interrogatorio, Wu intentó que los agentes liberaran a las otras mujeres explicando que ella era la fundadora del Centro de Mujeres Weizhiming y que las otras mujeres eran solo voluntarias. Luego, Wu fue llevada al centro donde los agentes buscaron y confiscaron sus dispositivos electrónicos. También allanaron su casa e interrogaron a su marido. Wu finalmente fue trasladada al centro de detención del distrito de Haidian de Beijing donde estaban detenidas Li Maizi, Wei Tingting y Zheng Churan. Wu Rongrong sufría de hepatitis B y aún se estaba recuperando de dos semanas de hospitalización cuando fue arrestada. Durante su encarcelamiento, sus solicitudes de tratamiento médico fueron ignoradas y no se le permitió descansar.
Zheng Churan, que vivía con sus padres en ese momento, fue arrestada en su casa después de que las autoridades fueran a buscarla con el pretexto de que necesitaban verificar su registro de vivienda. Zheng afirma que no tenían una orden de registro ni ninguna identificación y que solo uno de los hombres vestía un uniforme de policía, pero se fue voluntariamente con ellos para que no entraran en la casa. A Zheng le confiscaron las gafas cuando la detuvieron. Zheng fue amenazada por agentes que le dijeron que sus padres sufrirían por el resto de sus vidas debido a sus acciones. Como resultado del estrés recibido durante los interrogatorios, Zheng sufría de falta de sueño y caída del cabello. La salud de Zheng continuó deteriorándose a medida que desarrollaba ansiedad y su vista empeoró debido a que le confiscaron las gafas. También se sintió culpable por el encarcelamiento de las otras mujeres porque fue ella quien pensó en repartir pegatinas contra el acoso sexual.
A Wei Tingting, como a Zheng, también le confiscaron sus gafas cuando la arrestaron y ya no podía ver. Se le preguntó a Wei sobre su activismo y se le negó un abogado cuando pidió llamar a uno durante su interrogatorio. Wei publicó un ensayo en WeChat llamado “Prison Notes” donde documentó su vida en detención. Wei sufrió ansiedad durante su encarcelamiento y también tuvo que soportar los mismos problemas con respecto a su vista que a Zheng, a quien también le confiscaron las gafas.
Wang Man fue arrestada y trasladada al centro de detención de Beijing Haidian, donde estaban recluidas las otras Cinco Feministas. A Wang Man, al igual que a Wei y Zheng, también le confiscaron las gafas y no podía ver correctamente su entorno. Wang fue puesta en aislamiento después de su interrogatorio. Una de las mayores preocupaciones de Wang durante su detención fue que tenía una enfermedad cardíaca y no estaba segura de cuándo podría regresar a casa.
Durante su encarcelamiento, las cinco mujeres encontraron consuelo al escuchar las voces de las demás y saber que no estaban solas. Wei Tingting cantaba canciones como " Mo Li Hua", junto con Li Maizi, quien cantaba "Una canción para todas las mujeres" para que las otras mujeres se sintieran cómodas.

## Adhesiones y liberación
El arresto de las Cinco Feministas ocurrió antes de que el presidente chino, Xi Jinping, coorganizara la cumbre de la ONU sobre los derechos de las mujeres en Nueva York como parte de la celebración del vigésimo aniversario de la Conferencia Mundial sobre la Mujer de Beijing, lo que incitó a los líderes mundiales y organizaciones de derechos humanos de todo el mundo a hablar.
Tras la noticia de su arresto, el hashtag #FreeBeijing20Five (entonces se usó #FreeTheFive en su lugar) comenzó a usarse en Twitter en abril para pedir la liberación de las mujeres. El hashtag hacía referencia a #Freethe20, una campaña dedicada a ayudar a liberar a las prisioneras políticas. Hillary Clinton, entonces candidata a la presidencia de los Estados Unidos, escribió en Twitter el 6 de abril de 2015: “La detención de mujeres activistas en #China debe terminar. Esto es imperdonable. #FreeBeijing20Five”. De manera similar, Joe Biden tuiteó el 10 de abril de 2015: “Los derechos de las mujeres y las niñas nunca deben suprimirse. Instamos a los líderes chinos a mostrar respeto por los derechos de las mujeres y #FreeBeijing20Five”. Samantha Power, entonces embajadora de Estados Unidos en la ONU, tuiteó: “En China, hablar en contra del acoso sexual es 'crear disturbios'. Los disturbios están restringiendo a las ONG que luchan por los derechos universales”. Se hicieron varias peticiones pidiendo la liberación de las mujeres tanto a nivel mundial como dentro de China, incluida una petición de All Out, una ONG de derechos LGBT, que consiguió más de 85.000 firmas.
En China, específicamente en Guangzhou y Beijing, las mujeres tomaron las calles con máscaras con los rostros de las Cinco Feministas como muestra de apoyo. Las peticiones circulaban dentro de las universidades y los estudiantes que habían firmado esas peticiones fueron amenazados con malas notas que pondrían en riesgo su futuro, e incluso presionados por agentes estatales. Además, la falta de tratamiento médico para Wu Rongrong, que padecía hepatitis B, llevó a sus seguidores a expresar su preocupación en el centro de detención donde se encontraban las mujeres. También se implementaron medidas de censura en las redes sociales, ya que los activistas encontraron formas de comunicarse a través de WeChat. Sin embargo, los partidarios fueron detenidos brevemente. En una muestra similar de apoyo, personas de todo el mundo publicaron fotos en Internet usando máscaras con los rostros de las cinco mujeres.
Además de estas peticiones del público mundial y chino, así como de líderes y organizaciones mundiales para liberar a las Cinco Feministas, los abogados de derechos humanos en China hicieron una declaración pidiendo la liberación de las mujeres el 9 de marzo de 2015 y las abogadas se comunicaron con el Departamento. de Seguridad Pública y la Federación de Mujeres de China para presentar sus quejas. La Red Colaborativa de Interés Público para Mujeres Abogadas, un grupo de abogadas feministas, también firmó una petición exigiendo la liberación de las mujeres.
Las mujeres fueron liberadas bajo fianza el 13 de abril de 2015 después de haber estado detenidas durante 37 días.

## Secuelas
Como resultado de su encarcelamiento, las cinco mujeres tuvieron problemas psicológicos. En el caso de Wang Man y Wu Rongrong, la negligencia médica también fue motivo de preocupación.
A pesar de su liberación, las Cinco Feministas siguen siendo criminalizadas y sujetas a vigilancia. En diciembre de 2016, Wu Rongrong le explicó a la escritora Leta Hong Fincher que se había acostumbrado a estar bajo vigilancia gubernamental. Zheng Churan también habla de ser monitoreada por agentes de Guangzhou, aunque no eran los mismos que la habían interrogado durante la detención de 2015.
Después  estas detenciones, el activismo feminista se hizo más difícil de practicar en China. En 2017, la “Ley de gestión de ONG en el extranjero” declaró ilegal aceptar fondos de fundaciones que no tienen oficinas en China. Además, las ONG que no tienen calificaciones específicas no pueden cooperar con las fundaciones internacionales y estas nuevas limitaciones dificultaron la incorporación a los movimientos feministas.
Estas restricciones también afectaron a las Cinco Feministas. Después de la liberación de las mujeres, la falta de fondos y la presión de las autoridades obligaron a Weizhiming de Wu Rongrong a cerrar.
Independientemente de la represión del gobierno chino, la historia de las Cinco Feministas se hizo conocida en todo el mundo e inspiró a las mujeres jóvenes en China a involucrarse también. Según la diputada de Wu, Gina, “La detención de las Cinco Feministas fue terrible, pero por otro lado, muchas más personas comenzaron a prestar atención a nuestra causa y se ofrecieron como voluntarias”. Además, más mujeres (incluidas las estudiantes de secundaria) llegaron a usar la palabra “feminista” para identificarse.
Aunque movimientos como #MeToo que se extendieron por varios países del mundo no pudieron sofocarse por completo, la censura y la represión no permitieron que el movimiento despegara por completo en China. En 2017, tres mujeres que planeaban repartir pegatinas contra el acoso sexual como lo habían hecho las Cinco Feministas, fueron expulsadas de sus hogares en Guangzhou. Se eliminaron las publicaciones escritas contra el acoso sexual y la agresión sexual en WeChat y Weibo. En 2018, la popular cuenta Feminist Voices fue prohibida permanentemente en Weibo por publicar “información confidencial e ilegal”. La cuenta tenía 180.000 seguidores en la plataforma.